# The Lovin’ Spoonful
A The Lovin’ Spoonful egy amerikai rockegyüttes, amelyet 1965-ben alapítottak meg New York Cityben. Leginkább "Summer in the City", "Do You Believe In Magic", "Did You Ever Have to Make Up Your Mind?" és "Daydream" című slágereikről ismertek. Az együttest 2000-ben beiktatták a Rock and Roll Hall of Fame-be.

## Tagok

### Jelenlegi tagok
- Joe Butler (1965-1969, 1979, 1991-)
- Steve Boone (1965-1969, 1979, 1991-)
- Mike Arturi (1996-)
- Phil Smith (2000-)
- Murray Weinstock (2019-)

### Korábbi tagok
- John Sebastian (1965-1968, 1979, 2000, 2020)
- Zal Yanovsky (1965-1967, 1979, 2000; 2002-ben meghalt)
- John Marrella (1993-1997)
- Jim Yester (1991-1994)
- Lena Yester (1993-2000)
- David Jayco (1992-1993)
- Randy Chance (1994)
- Jerry Yester (1967-1969, 1991-2017)
- Jan Carl (1965)

## Diszkográfia

### Stúdióalbumok
- 1965 : Do You Believe in Magic
- 1966 : Daydream
- 1966 : Hums of the Lovin' Spoonful
- 1967 : Everything Playing
- 1969 : Revelation: Revolution '69

### Válogatásalbumok
- 1966 : What's Up Tiger Lily?
- 1967 : The Best of the Lovin' Spoonful
- 1967 : You're a Big Boy Now
- 1968 : The Best of the Lovin' Spoonful, Vol. 2

### Kislemezek
- 1965 : Do You Believe in Magic / On the Road Again
- 1965 : You Didn't Have to Be So Nice / My Gal
- 1966 : Daydream / Night Owl Blues
- 1966 : Did You Ever Have to Make Up Your Mind / Didn't Want to Have to Do It
- 1966 : Summer in the City / Fishin' Blues
- 1966 : Rain on the Roof / Pow
- 1966 : Nashville Cats / Full Measure
- 1967 : Darling Be Home Soon / Darlin' Companion
- 1967 : Six O'Clock / Finale
- 1967 : You're a Big Boy Now / Lonely (Amy's Theme)
- 1967 : She Is Still a Mystery / Only Pretty, What Pity
- 1967 : Money / Close Your Eyes
- 1968 : Never Goin' Back / Forever
- 1968 : ('til I) Run With You / Revelation: Revolution '69
- 1969 : Me About You / Amazing Air
- 1970 : Younger Generation / Boredom